# South Gosforth
South Gosforth är en ort i distriktet Newcastle upon Tyne, i grevskapet Tyne and Wear, i England. South Gosforth var en civil parish från 1866 till 1908 då den blev en del av Gosforth. Civil parish hade 2 864 invånare år 1901. South Gosforth var ett distrikt från 1894 till 1895.